# Richard Riemerschmid

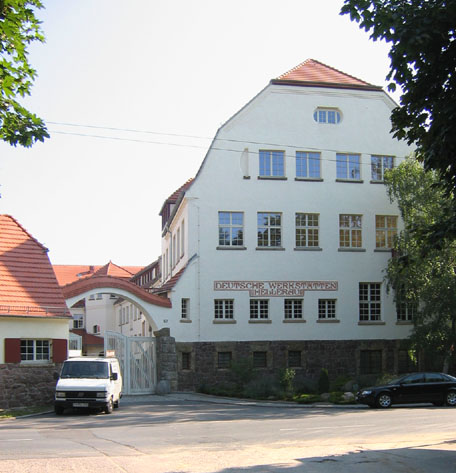
Deutsche Werkstätten, Hellerau.

Richard Riemerschmid, född 20 juni 1868 i München, död 13 april 1957 i München, var en tysk arkitekt, konstnär och möbelformgivare.
Riemerschmid anses vara en av Tysklands främsta arkitekter från jugendperioden.
Han har bland annat ritat en fabriksanläggning för Deutsche Werkstätten Hellerau i Dresden (1909–1911). Han deltog i bildandet av Deutscher Werkbund 1907 och undervisade vid Kunstgewerbeschule i München 1913-1924.